# Gohrisch (Berg)
Der Gohrisch (fälschlich auch Gohrischstein), 447,8 m ü. NHN ist ein Tafelberg in der linkselbischen Sächsischen Schweiz. Sein Name geht auf das slawische Gora für Berg zurück.

## Lage und Umgebung
Der Gohrisch befindet sich etwa vier Kilometer südöstlich von Königstein und etwa drei Kilometer südwestlich von Bad Schandau inmitten einer Hochebene (Ebenheit), die noch durch weitere gleichartige Felsberge dominiert wird. Umliegende Berge sind der Papststein, der Kleinhennersdorfer Stein und die Laasensteine. Touristisch wird diese Mikroregion in der Sächsischen Schweiz oft auch als das Gebiet der Steine benannt. Am Fuß des Gohrisch liegen die kleinen Orte Kurort Gohrisch und Papstdorf, die zur Gemeinde Gohrisch gehören. An der Ostseite befindet sich als Zeuge früherer Bergbauversuche der Specksteinstollen. In unmittelbarer Nähe dessen befindet sich ein kleiner, verwachsener Steinbruch, in dem Basalt als Straßenschotter abgebaut wurde.

## Geschichte

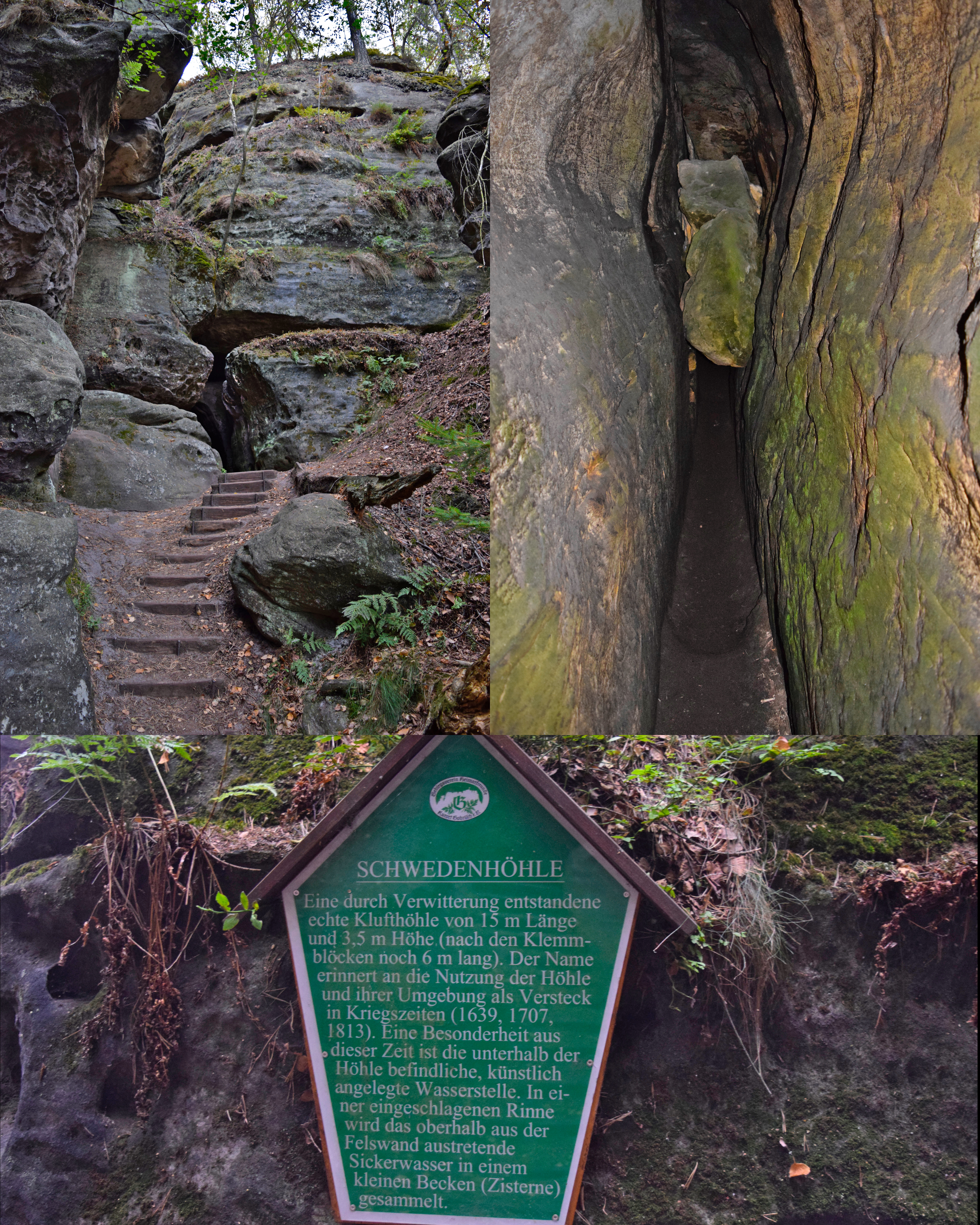
Schwedenhöhle

1496 wird der „Gohrischer Stein“ erstmals urkundlich erwähnt. Im Dreißigjährigen Krieg diente eine durch Verwitterung entstandene Klufthöhle („Schwedenhöhle“) auf dem Gipfel als kurzzeitiger Zufluchtsort für die Bewohner der Umgebung.
Das zerklüftete Felsplateau stand einer touristischen Erschließung des Berges lange entgegen. Noch 1846, als die touristische Erschließung der benachbarten Berge bereits im Gange war, vermerkte ein Reiseführer: „Der Gorischstein ist sehr schwer zu ersteigen.“ Erst als sich das Dorf Gohrisch ab 1869 zu einer Sommerfrische entwickelte, wurde auch der Berg zunehmend ein Ziel von Ausflüglern. Zu dieser Zeit bestanden auf den benachbarten Bergen Papststein (1858) und Pfaffenstein (1852) bereits seit mehreren Jahren erste kleine Bewirtungshütten.
Unter dem königlichen Oberförster Emil Grünewald (1842–1892) und mit Unterstützung des Gebirgsvereins für die Sächsisch-Böhmische Schweiz wurde der Gipfel 1886 durch drei befestigte Wege zugänglich gemacht. Zwei Jahre später (1888) errichtete der Verschönerungsverein Cunnersdorf auf der Ostseite des Gipfelplateaus eine kleine achteckige Schutzhütte. Vermutlich noch Ende des 19. Jahrhunderts wurde am Felsen der Westaussicht eine erste Wetterfahne aufgestellt, die der Aussicht die Bezeichnung „Wetterfahnenaussicht“ einbrachte.

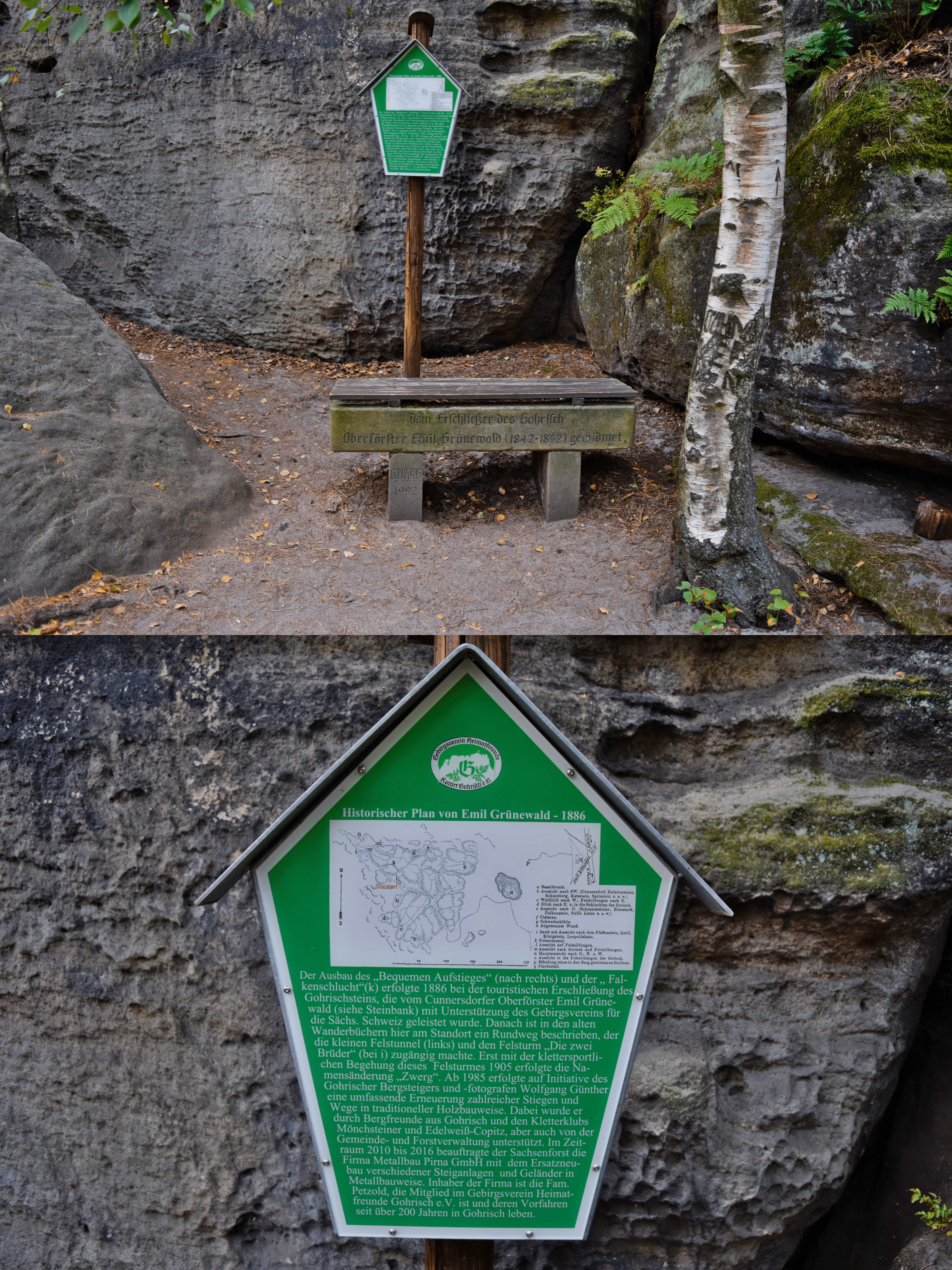
Gedenkplatz und Gedenktafel an Oberförster Emil Grünewald, der den Gohrisch durch befestigte Wanderwege touristisch zugänglich machte.

Die Schutzhütte an der Ostaussicht verfiel nach 1945. Die nach Ende des Zweiten Weltkrieges ebenfalls nicht mehr unterhaltenen Wegeanlagen wurden 1955 im Rahmen des Nationalen Aufbauwerkes wiederhergestellt. 1985 erfolgte die Aufstellung der nunmehr sechsten Wetterfahne auf der Wetterfahnenaussicht. Dabei wurden auch die Wegeanlagen in traditioneller Holzbauweise erneuert. Die verfallene Schutzhütte wurde 1998 an gleicher Stelle neu errichtet. Die hölzernen Steighilfen der Aufstiege wurden um 2010/2011 weitgehend durch metallene Leitern, Tritte und Gitterroste ersetzt.

## Geologie und Bergbau

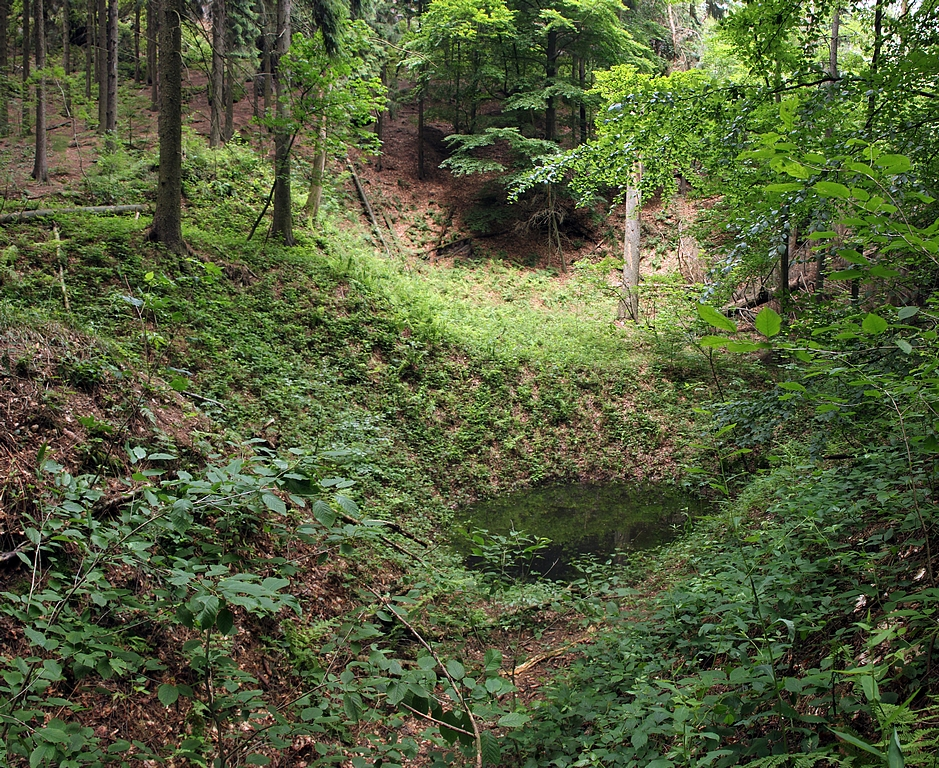
Blick in den aufgelassenen Basaltbruch am Ostfuß des Gohrisch. Der Bruch ist als Flächennaturdenkmal geschützt.

Der Gohrisch besteht aus Sandsteinen der Stufen d und e, die in der geologischen Zeitskala in die Stufen Oberer Turon und Coniac der Kreide eingeordnet werden. In neueren Publikationen werden diese Sandsteine auch als Rathewalder bzw. Schrammsteinschichten bezeichnet.
Ursprünglich bildete der Gohrisch zusammen mit dem benachbarten Papststein und dem Kleinhennersdorfer Stein eine zusammenhängende Sandsteintafel, die im Laufe ihrer Entwicklungsgeschichte von Norden her in drei Restmassive erodierte, die heute die genannten Steine bilden.
An der Ostseite des Gohrisch findet sich ein kleineres Vorkommen eines basaltischen Gesteins, das als Leuzitbasanit bezeichnet wird. Dieser Basalt drang im Tertiär als flüssiges Magma entlang von Klüften und Verwerfungen in den Sandstein ein. Zumeist blieben solche Schmelzen in der Sandsteintafel stecken und erkalteten dort. Der Basalt am Gohrisch wurde teilweise durch einen kleinen, inzwischen aufgelassenen Steinbruch abgebaut.

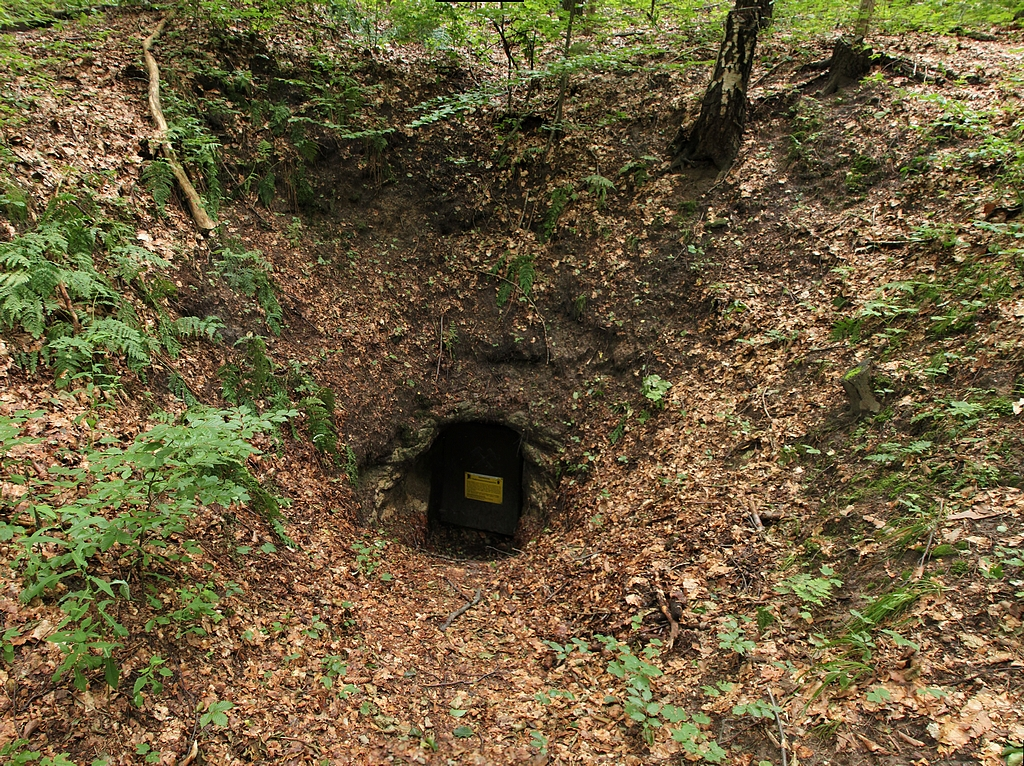
Das Mundloch des Specksteinstollens am Ostfuß des Gohrisch

Im Kontaktbereich des Basaltes zum Sandstein befindet sich eine 15 bis 20 cm starke Lage von Speckstein, einem tonigen Zersetzungsprodukt des Basaltes. Spätere Untersuchungen (1868, 1928) ergaben, dass es sich entgegen den älteren Überlieferungen nicht um Speckstein (Magnesiumsilikat), sondern um einen Ton mit hohem Anteil (7,2 Prozent) von Titan(IV)-oxid handelt.
Dieses Vorkommen wurde durch den Specksteinstollen bergmännisch aufgefahren. Es ist bis heute ungeklärt, ob der Stollen ursprünglich dem Abbau des Specksteins diente, oder ob er geringmächtige Kohlevorkommen (durch Treibholz im Sandstein entstanden) bzw. das bereits erwähnte Basaltvorkommen erschließen sollte. Der Chronist Wilhelm Leberecht Götzinger gibt an, dass der Specksteinstollen um 1750 auf der Suche nach Steinkohle angelegt wurde. Heute geht man jedoch davon aus, dass der Stollen als Suchstollen auf Eisenerze im Kontaktbereich zwischen Sandstein und Basalt angelegt wurde.
Auch das Alter des Stollens ist nicht endgültig bekannt. Es wird heute davon ausgegangen, dass die bereits 1583 genannte Grube Hülffe Gottes bei Königstein an Gorisch Berge mit dem Specksteinstollen identisch ist. Seit den 1990er Jahren dient der Stollen als Winterquartier für Fledermäuse. Dafür wurde das Mundloch für die Öffentlichkeit verschlossen.

## Wanderaufstiege
Über den Gohrisch führt ein mit einem roten Punkt markierter Wanderweg, der seinen Ausgangspunkt in Königstein hat und weiter über den Papststein in Richtung Krippen führt. Der Weg bildet eine Etappe des im Jahr 2006 eingerichteten Malerwegs, dem Hauptwanderweg der Sächsischen Schweiz. Zwischen Gohrisch und Papststein kreuzt er die Verbindungsstraße Kurort Gohrisch – Papstdorf, an der ein vom Freistaat betriebener Wanderparkplatz liegt. Von dort werden in Abhängigkeit von der gewählten Aufstiegsroute zwischen 20 und 40 Minuten bis zum Gipfel des Gohrisch benötigt.
Die Aufstiege zum Gohrisch wurden ab 1886 mit Trittstufen und Griffbügeln befestigt. Zu ihnen zählen
- der Ostaufstieg als direkte Variante vom Wanderparkplatz zum Pavillon auf dem Gipfelplateau,
- der Alte Aufstieg im Südwesten als bequemste Variante, die schon vor 1886 genutzt wurde und auch Westaufstieg genannt wird und
- der Aufstieg durch die Falkenschlucht als anspruchsvollste Variante.

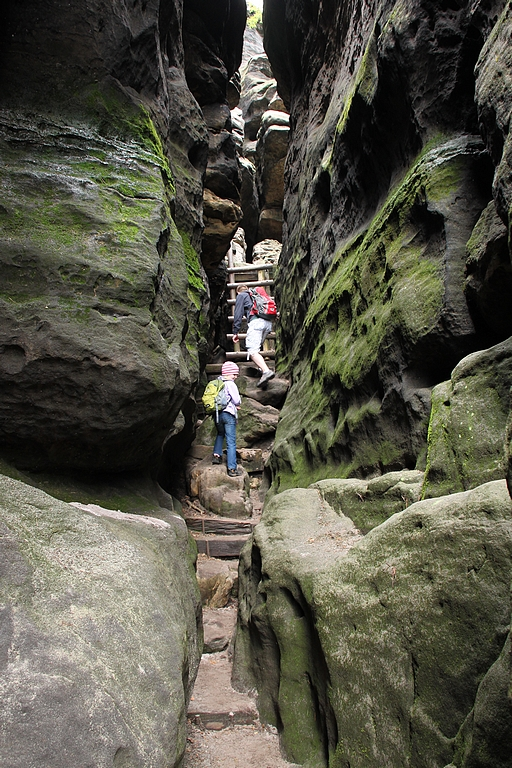
Ostaufstieg, Teil des Malerweges
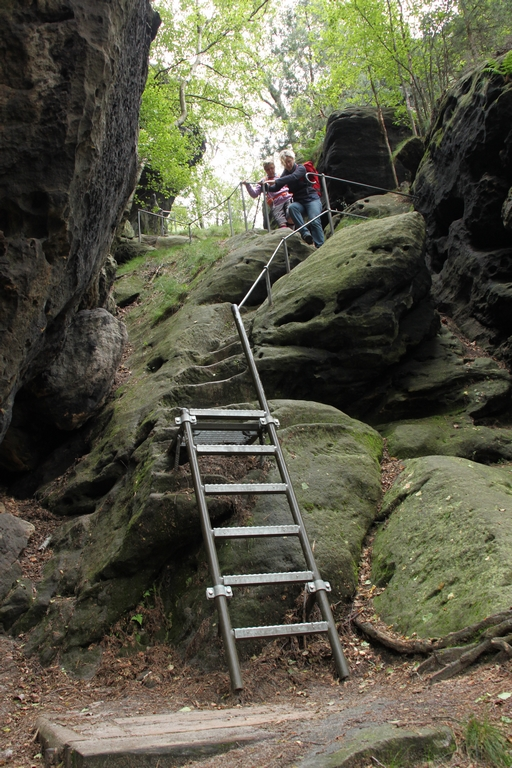
Westaufstieg, Teil des Malerweges
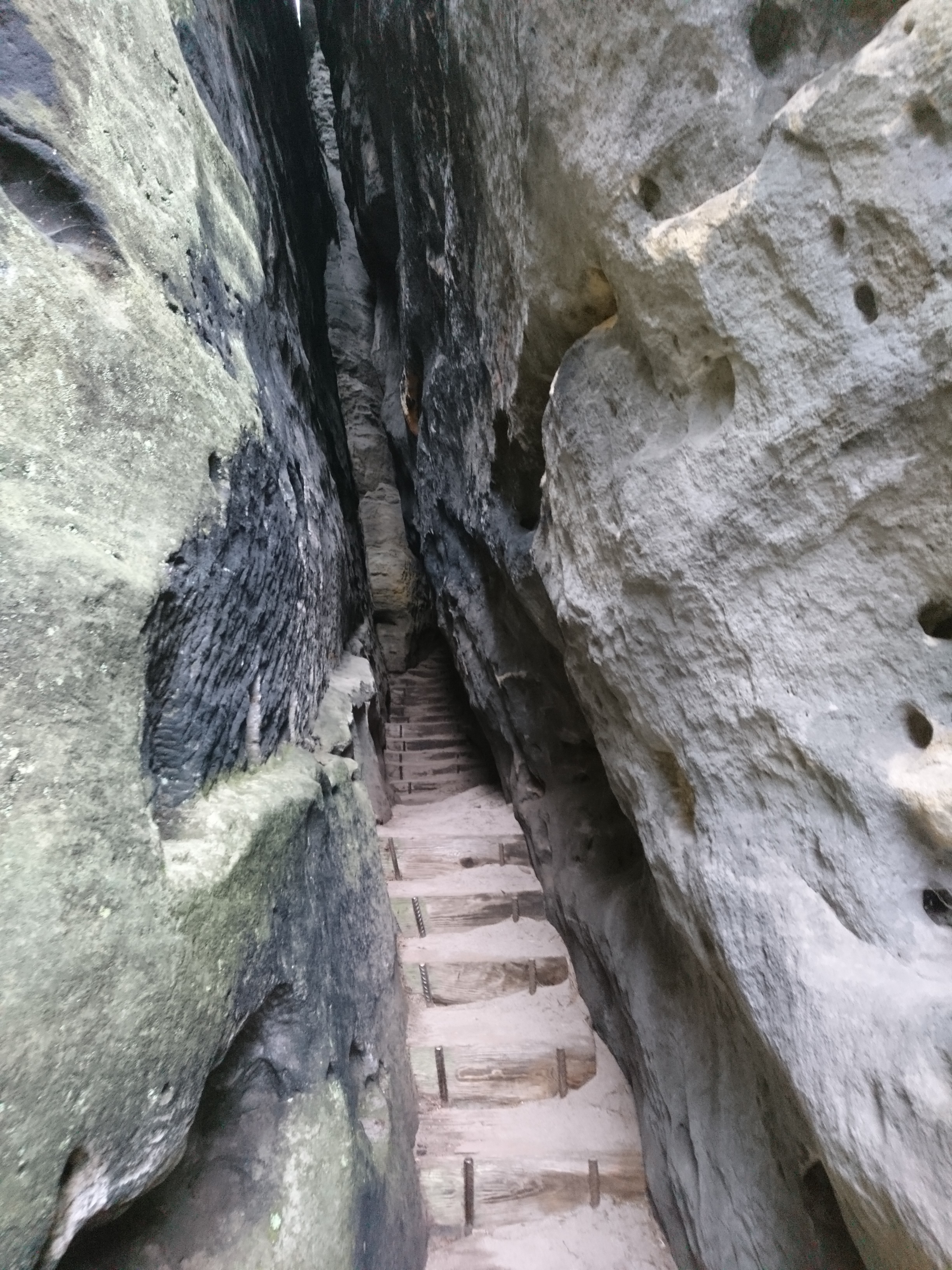
Aufstieg durch die Falkenschlucht
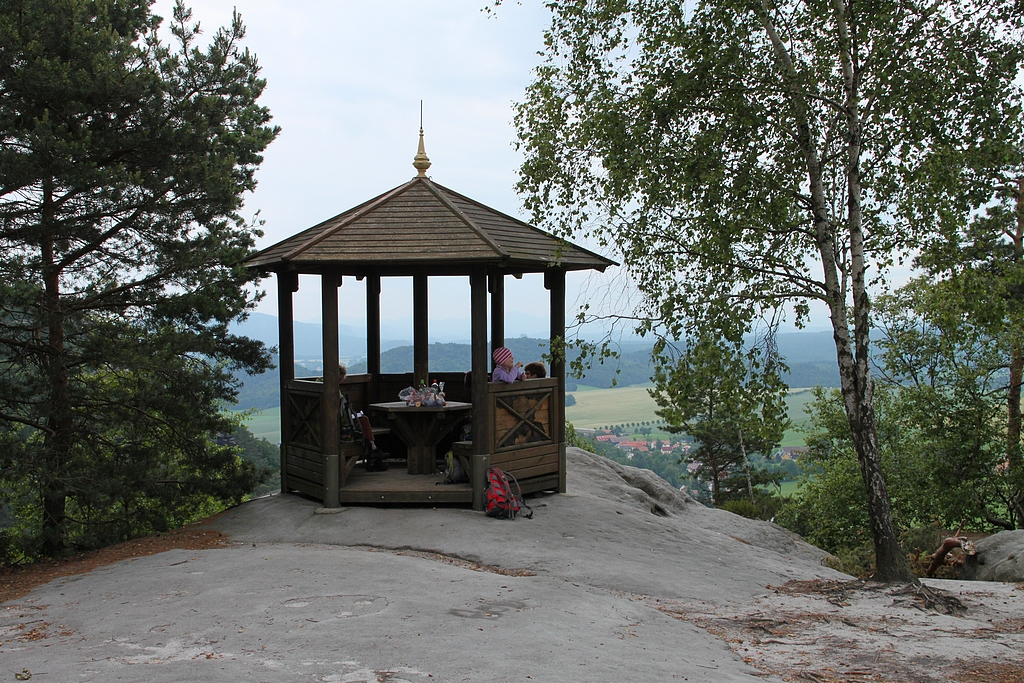
Schutzhütte auf der Ostaussicht
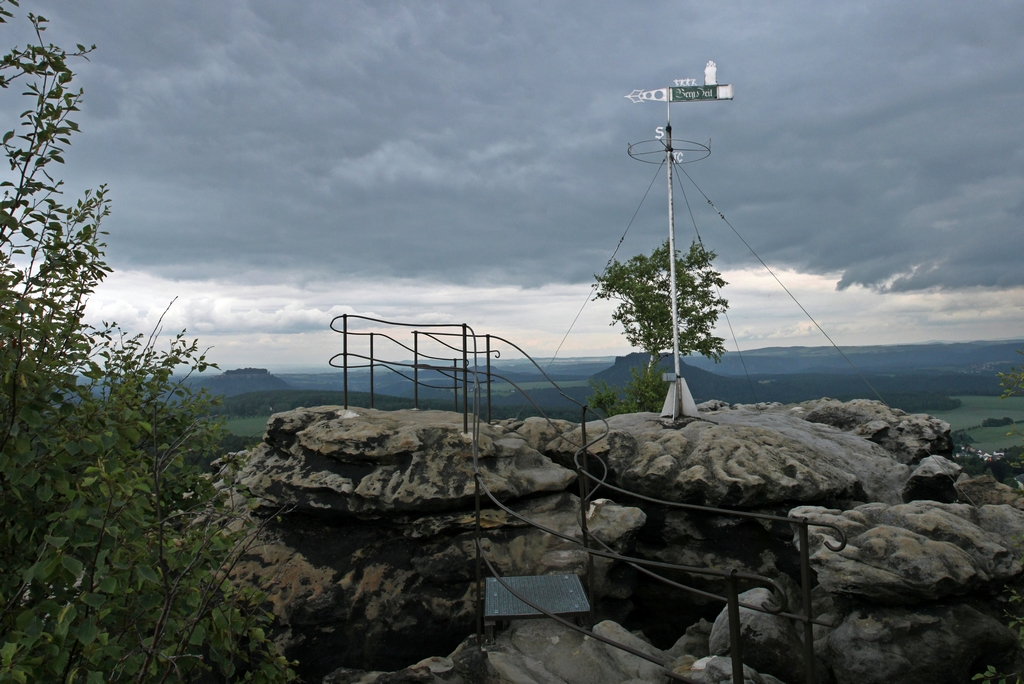
Blick auf die Westaussicht („Wetterfahnenaussicht“)
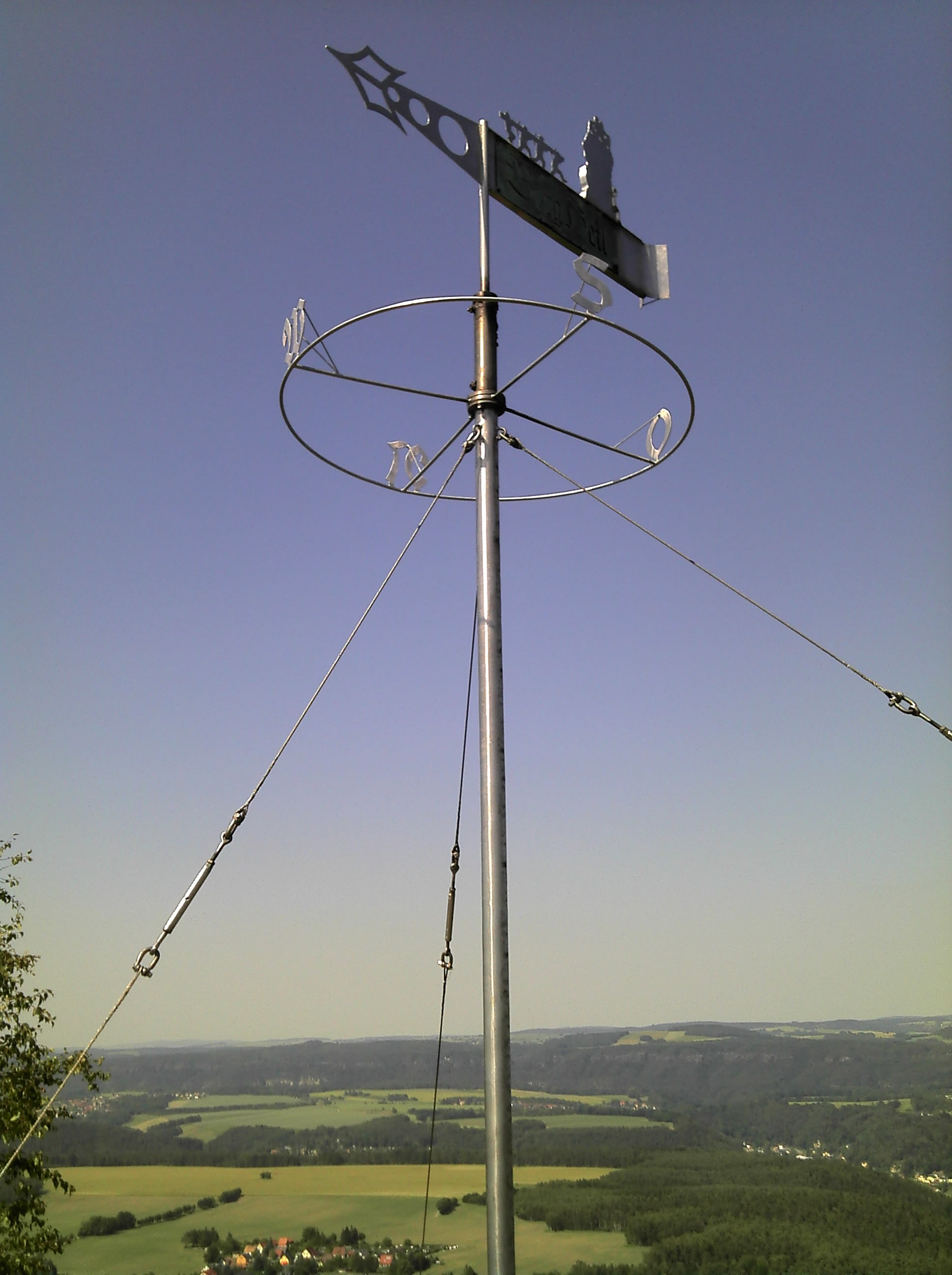
Wetterfahne von 1985

## Kletterfelsen

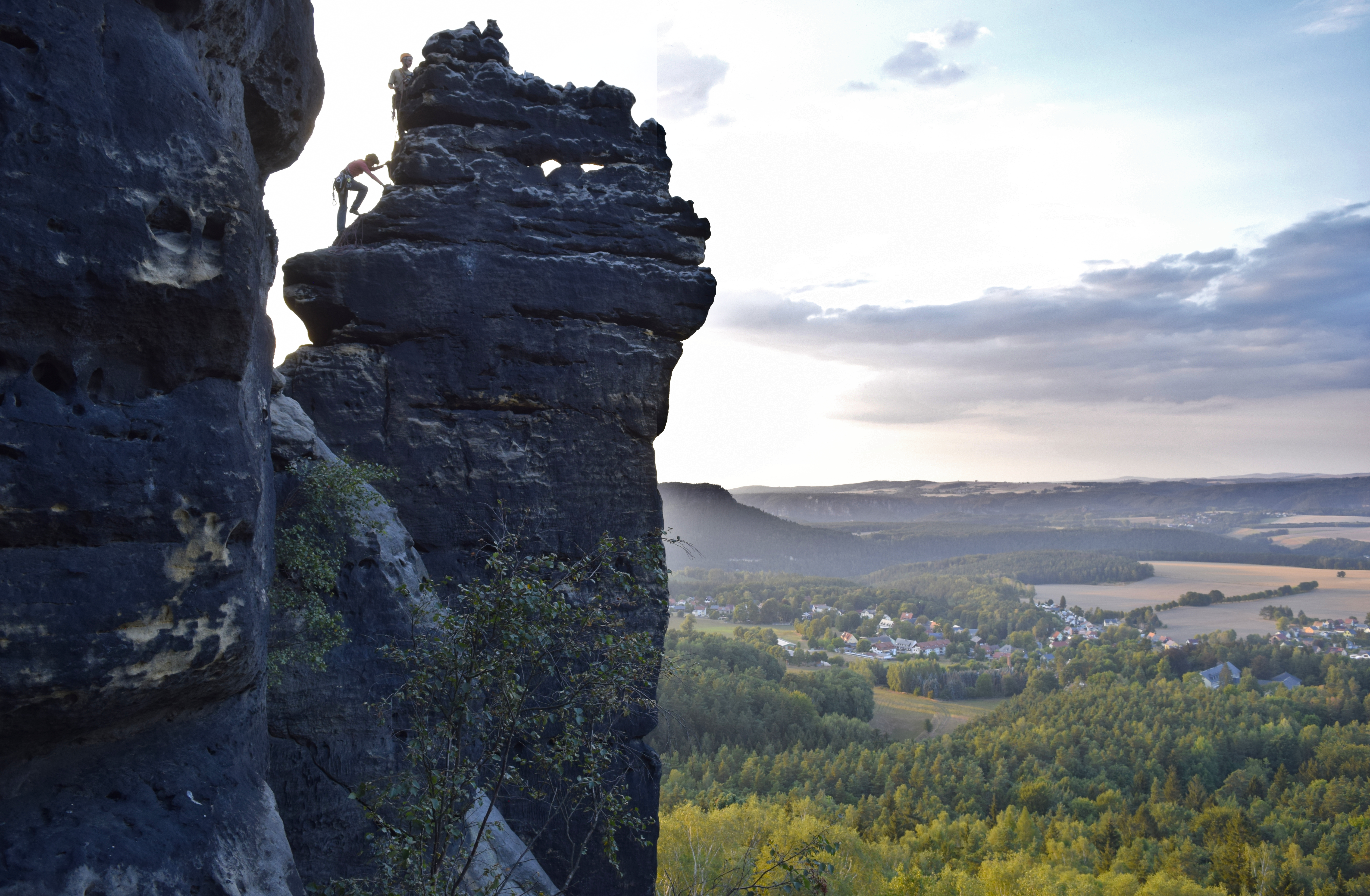
Kletterer auf der „Gohrischscheibe“ (Nordwestflanke)

Der Gohrisch ist zwar Bestandteil des Klettergebietes Sächsische Schweiz, verfügt aber nur über fünf Klettergipfel an der Süd- und Westflanke, von denen der „Zwerg“ (Erstbesteigung 1905) und die „Abgetrennte Wand“ am bekanntesten sind. Die weiteren Kletterfelsen sind „Narrenkappe“, „Gohrischscheibe“, „Findling“ und „Muselmann“.

## Aussicht

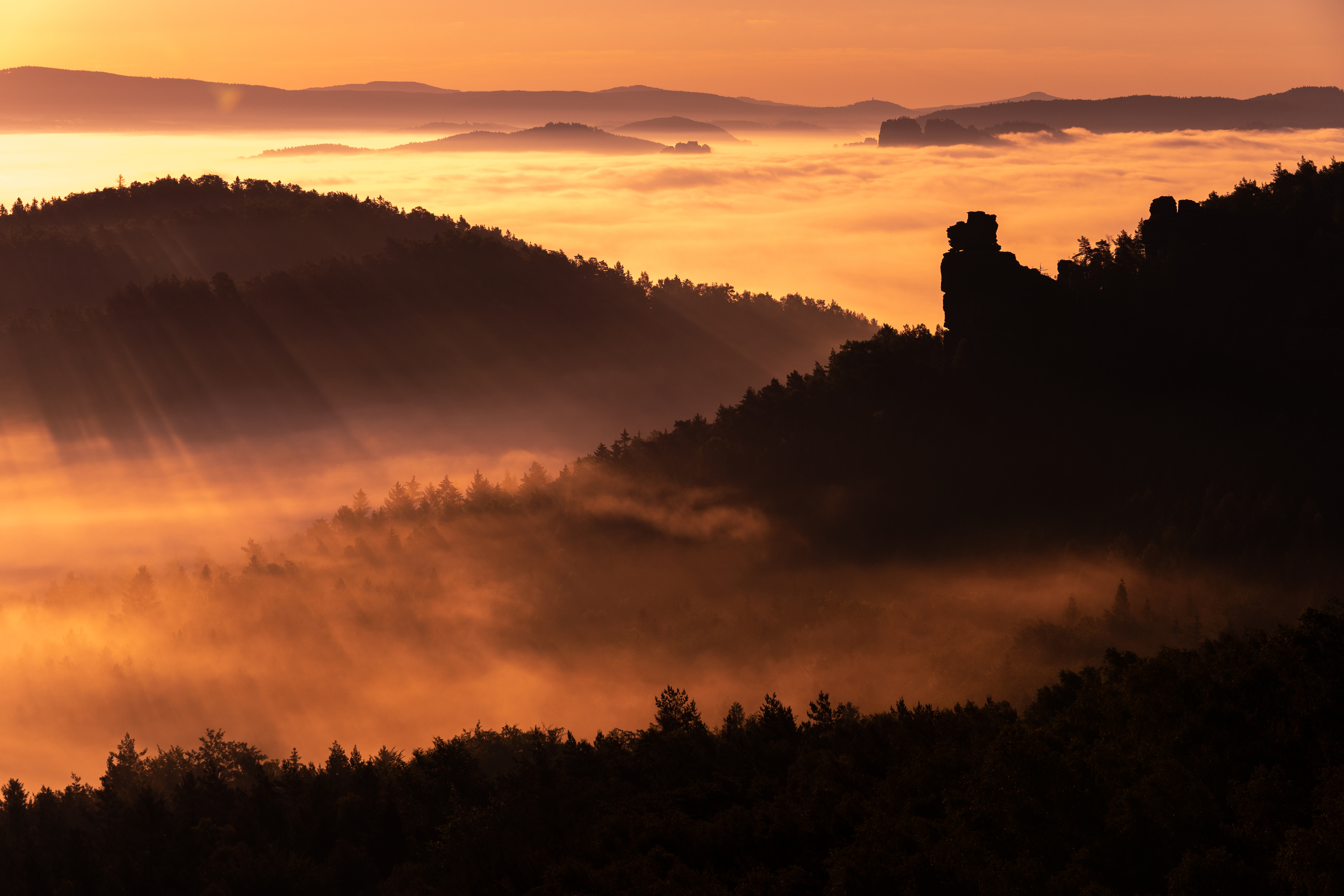
Morgendliche Aussicht vom Gohrisch mit Blick über den Elbtalnebel

Die Aussicht vom Gohrisch ist äußerst umfassend, der Blick schweift praktisch über die gesamte Sächsische Schweiz und Teile der Böhmischen Schweiz. Der Blick reicht
- in Richtung Süden: über die ausgedehnten Wälder der linkselbischen Sächsischen Schweiz mit den Rodungsinseln der Dörfer Papstdorf und Cunnersdorf hin zu den Zschirnsteinen und zum Děčínský Sněžník (Hoher Schneeberg),
- in Richtung Norden: über das Dorf Gohrisch zum Lilienstein und die rechtselbischen Ebenheiten bei Waltersdorf und Rathmannsdorf zu den Höhen der Lausitzer Verwerfung,
- in Richtung Osten: über den Papststein hin zu den Schrammsteinen, dem Großen Winterberg, dem Tanečnice (Tanzplan) und zum Unger, ganz im Osten sind die Berge des Lausitzer Gebirges zu sehen, exemplarisch seien hier Studenec (Kaltenberg), Jedlová (Tannenberg) und Klíč (Kleis) genannt,
- in Richtung Westen: über die Tafelberge der linkselbischen Sächsischen Schweiz (Pfaffenstein, Quirl, Königstein, Bärensteine, Rauenstein) zu den Höhen des Osterzgebirges.